# القوة الديناميكية الهوائية

القوة الديناميكية الهوائية هي المتجه المُحصِل الناتج عن جمع متجه الرفع ، عموديًا على اتجاه التدفق ، ومتجه السحب الموازي لاتجاه التدفق جمعًا اتجاهيًا.

القوى التي تؤثر على الطائرة.

القوة الديناميكية الهوائية (بالإنجليزية: Aerodynamic force)‏ هي القوة المؤثرة على الجسم عن طريق الهواء (أو أي غاز آخر) الذي يُغمر فيه الجسم ، ويرجع ذلك إلى الحركة النسبية relative motion بين الجسم والغاز. هناك سببان لهذه القوة الديناميكية الهوائية وهما: :§4.10 :29
- القوة العمودية نتيجة الضغط الواقع على سطح الجسم
- قوة القص بسبب لزوجة الغاز ، والمعروفة أيضًا باسم احتكاك السطح .

يؤثر الضغط بشكل عمودي على السطح ، بينما تؤثر قوة القص باتجاه موازي للسطح. كلتا القوتين تعملان محليًا على الجسم. القوة الديناميكية الهوائية الصافية على الجسم تساوي الضغط وقوى القص على إجمالي مساحة الجسم المعرضة.
عندما يتحرك الجنيح (مثل الجناح ) بالنسبة للهواء ، فإنه يولد قوة هوائية في الاتجاه الخلفي ، بزاوية يحددها اتجاه الحركة النسبية. يتم حل هذه القوة الديناميكية الهوائية بشكل عام إلى مٌركبتين ، يعمل كلاهما من خلال مركز الضغط : :14 :§ 5.3
- السحب drag هو عنصر القوة الموازي لاتجاه الحركة النسبية ،
- الرفع lift هو عنصر القوة المتعامد مع اتجاه الحركة النسبية.

بالإضافة إلى هاتين القوتين ، قد يمر الجسم بعزم دوران بسبب الهواء.
القوة التي أنشأتها المراوح والمحركات النفاثة تسمى الدفع thrust، وهي أيضا قوة ديناميكية هوائية (لأنها تؤثر على الهواء المحيط). يتم تمثيل القوة الديناميكية الهوائية على طائرة تعمل بالطاقة بشكل عام بثلاثة متجهات : الدفع والرفع والسحب thrust, lift and drag. :151 :§ 14.2
القوة الأخرى التي تؤثر على الطائرة أثناء الطيران هي وزنها ، وهو قوة جسدية وليست قوة ديناميكية هوائية.